# Nicole Anderson
Nicole Gale Anderson (Rochester, Indiana; 29 de agosto de 1990) es una actriz, modelo y exgimnasta estadounidense, conocida por interpretar el papel de Macy Misa en la serie original de Disney Channel, JONAS L.A. y como Kelly Parker en la serie de ABC Family, Make It or Break It. También portavoz internacional y embajadora de Underwriters Laboratories.

## Carrera profesional

### Gimnasia
Fue inscrita en gimnasia a los 3 años de edad y ha ganado las competiciones de gimnasia nacional, obteniendo buenas califaciones de los jueces, después de 10 años de carrera, en su adolescencia, se vio obligada a retirarse debido a las lesiones que conllevaba y a su deseo de seguir una carrera como actriz.

### Modelaje
Anderson recibió una beca para la Barbizon Modeling School en Georgia cuando tenía 15 años, donde también comenzó a estudiar actuación, modelaje y a hacer audiciones. Obtuvo varios anuncios impresos y comerciales de televisión, incluyendo la ropa en línea de Mary Kate y Ashley Olsen, Every Girl, Stand Up de Bratz, Pretty 'n' Punk y Treasures.

### Actuación
Nicole empezó su carrera en la actuación con pequeños papeles en programas de televisión como Unfabulous, Zoey 101, Hannah Montana, iCarly y Sunday! Sunday! Sunday!. A principios de 2008 protagonizó la película de televisión de ABC Family, Princess.
A mediados de 2008, audicionó para el papel de Stella de la serie original de Disney Channel, JONAS L.A., pero no ganó el papel y obtuvo el de Macy Misa una obsesionada fan de la banda, "JONAS", y mejor amiga de la estilista de la banda, Stella Malone.
Nicole también ha aparecido con un papel recurrente en la serie de televisión de ABC Family Make It or Break It de 2009 a 2010 como Kelly Parker. En septiembre de 2009 empezó a filmar película de televisión, Accused at 17, la cual se estrenó en abril de 2010, para julio se informó que protagonizaría Mean Girls 2 la secuela a DVD, de la película de 2004, Mean Girls, junto a Jennifer Stone, Meaghan Martin, Claire Holt y Maiara Walsh todas alguna vez actrices de Disney Channel, se estrenará a inicios de 2011. En octubre de 2013 estará en Ravenswood (un spin-off de Pretty Little Liars) interpretando a la protagonista Miranda.

## Vida personal
Tiene ascendencia británica, sueca y alemana por parte de su padre quien es un comandante en la marina de los Estados Unidos, mientras que su madre  compras, hacer maratones y las películas clásicas. Es una gran fan de la banda de rock alternativo Yeah Yeah Yeahs.  Los padres de Nicole, hermana menor Ana en San Marcos, California. Ella reside actualmente en Hollywood con su perro esquimal americano, Fendi Fondu. Se declaró vegetariana desde noviembre de 2007. Durante las grabaciones de JONAS L.A. se le vio acompañada de su compañero de elenco, el cantante Nick Jonas, surgiendo rumores de una supuesta relación. Nicole aclaró todo esto por medio de Twitter diciendo que solo son muy buenos amigos.

## Filmografía
| Películas            | Películas               | Películas        | Películas      |
| Año                  | Título                  | Personaje        | Notas          |
| -------------------- | ----------------------- | ---------------- | -------------- |
| 2008                 | Princess                | Jitter Bug       | Protagonista   |
| 2008                 | Sunday! Sunday! Sunday! | Dana             | Secundario     |
| 2010                 | Accused at 17           | Bianca           | Protagonista   |
| 2011                 | Mean Girls 2            | Hope Plotkin     | Protagonista   |
| 2012                 | Lukewarm                | Jessie           | Protagonista   |
| 2013                 | Red Line                | Tori             | Protagonista   |
| 2014                 | Never                   | Meghan           | Protagonista   |
| Series de televisión |                         |                  |                |
| Año                  | Título                  | Personaje        | Notas          |
| 2005                 | Unfabulous              | Cheerleader #3   | 1 episodio     |
| 2007                 | Zoey 101                | Maria            | 2 episodios    |
| 2007                 | Hannah Montana          | Marissa Hughes   | 1 episodio     |
| 2008                 | iCarly                  | Tasha            | 1 episodio     |
| 2009                 | Imagination Movers      | Cinderella       | 1 episodio     |
| 2009 — 2012          | Make It or Break It     | Kelly Parker     | 17 episodios   |
| 2009 — 2010          | JONAS L.A.              | Macy Misa        | 33 episodios   |
| 2011                 | Ringer                  | Monica Reynolds  | 1 episodio     |
| 2012 — 2016          | Beauty & the Beast      | Heather Chandler | Elenco regular |
| 2013                 | Pretty Little Liars     | Miranda Collins  | 1 episodio     |
| 2013 — 2014          | Ravenswood              | Miranda Collins  | 10 episodios   |